# Abu Sa'id Abul-Khayr

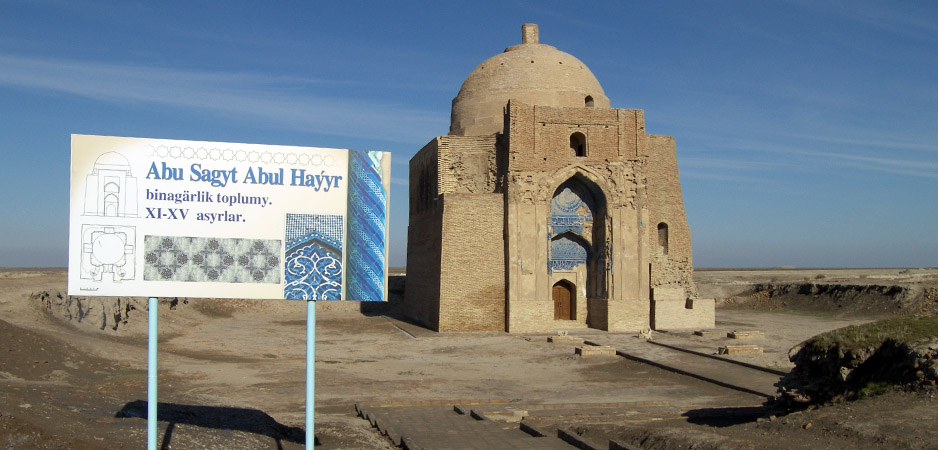
Mausoleum van Abu Sa'id.

Abū-Sa'īd Abul-Khayr (978−1067) was een soefimeester uit Mayhana, Khorasan. Hij had veel volgelingen en er circuleerden wonderbaarlijke verhalen over hem. Hij stond bekend als recht door zee en hechtte veel waarde aan extatische dansen en het reciteren van gedichten. Dat laatste was tot dan toe uitzonderlijk binnen het soefisme, maar Abu Sa'id beschouwde poëzie als geschikt medium om persoonlijke, mystieke belevingen uit te drukken. Hij gebruikte gedichten voor het versterken van extase en voor het onderrichten van leerlingen. Een tweede bijdrage van hem aan het soefisme was het instellen van soeficentra (khanaqas) als formele opleidingscentra voor het onderwijs in gedragscodes en spirituele groei. Over hem verschenen veel boeken, waarvan twee zijn overgeleverd: De geheimen van Eenheid in de spirituele staten van sjeik Abu Sa'id en De staten en woorden van Abu Sa'id. Ze zijn een eeuw na Abu Sa'id geschreven.

## Bron
- Bayat, M. & M. A. Jamnia. Verhalen uit het land van de soefi’s. Een selectie van Rumi, Attar, al-Hallaj, Abu Sa’id, Jami en Nizami. Den Haag: Sufi Publications, 2004.